# John Wofford
Pour les articles homonymes, voir Wofford.
John Wofford, né le 11 avril 1931 à Washington (district de Columbia) et mort le 22 août 2021 à Toms River, est un cavalier américain.

## Biographie
John Wofford est membre de l'équipe olympique des États-Unis de concours complet qui est médaillée de bronze aux Jeux olympiques d'été de 1952 à Helsinki.